# Championnats d'Afrique de trampoline 2006
Les championnats d'Afrique de trampoline  2006 se déroulent en novembre 2006 au Cap, au Afrique du Sud.
Les championnats comprennent des épreuves seniors et juniors. Ils sont organisés conjointement avec les Championnats d'Afrique de gymnastique artistique 2006 et les Championnats d'Afrique de gymnastique rythmique 2006,

## Médaillés

### Seniors
Au sein de la délégation namibienne :
- Alicia Boucher est médaillée d'or en trampoline individuel
- Alicia Boucher et Jeanine Joosten sont médaillées d'or en trampoline synchronisé
- Carel-David Rautenbach et Frikkie Botes sont médaillés d'argent en trampoline synchronisé

### Juniors
Au sein de la délégation namibienne :
- Carel-David Rautenbach est médaillé d'or en trampoline individuel
- Carel-David Rautenbach, Yledon van Neel, Andrew Maruta et Kyledon van Neel sont médaillés d'or en trampoline par équipe
- Jeanine Joosten, Michelle Solomons et Michelle Boucher sont médaillées d'or en trampoline par équipe
- Yledon van Neel et Kyledon van Neel sont médaillés d'argent en trampoline synchronisé
- Michelle Solomons et Michelle Boucher sont médaillées d'argent en trampoline synchronisé
- Yledon van Neel est médaillé de bronze en trampoline individuel
- Jeanine Joosten est médaillée de bronze en trampoline individuel